# Gottfried Diener
Gottfried Diener (ur. 1 listopada 1926 w Zurychu, zm. 26 maja 2015 w Engelbergu) – szwajcarski bobsleista. Złoty medalista olimpijski z Cortina d’Ampezzo.
Igrzyska w 1956 były jego jedyną olimpiadą. Triumfował w czwórkach, w osadzie Franza Kapusa. Był także mistrzem świata (1954 i 1955).